# Gmina Biskupice
Die Gmina Biskupice ist eine Landgemeinde im Powiat Wielicki der Woiwodschaft Kleinpolen in Polen. Sitz der Gemeinde ist nicht das namensgebende Dorf Biskupice, sondern seit 2012 Tomaszkowice, davor war es Trąbki.

## Gliederung
Zur Landgemeinde (gmina wiejska) Biskupice gehören folgende 12 Dörfer mit einem Schulzenamt:
Biskupice
Bodzanów
Jawczyce
Łazany
Przebieczany
Sławkowice
Sułów
Szczygłów
Tomaszkowice
Trąbki
Zabłocie
Zborówek